# GEPetrol
GEPetrol és la companyia petroliera nacional de Guinea Equatorial. L'empresa va ser fundada en 2002 amb un decret presidencial de Teodoro Obiang Nguema. L'empresa informa al Ministeri de Mines, Indústria i Energia. El director de GEPetrol és Antonio Oburu Ondo. La companyia té oficines a Malabo i a Londres.